# Paragomphus viridior
Paragomphus viridior là một loài chuồn chuồn ngô thuộc họ Gomphidae. Nó được tìm thấy ở Kenya, Sudan, và Uganda. Môi trường sống tự nhiên của nó là các khu rừng đất thấp ẩm nhiệt đới hoặc cận nhiệt đới và sông.